# دوائر ولاية بومرداس
قائمة الدوائر في ولاية بومرداس حسب توزيعها على البلديات مع الرمز البريدي وتعداد السكان.

## الدوائر

بلديات ولاية بومرداس

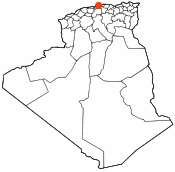
بومرداس

| الرقم   | اسم الدائرة       | عدد البلديات | عدد السكان |
| ------- | ----------------- | ------------ | ---------- |
| 01      | دائرة بومرداس     | 3            | 60 652     |
| 02      | دائرة برج منايل   | 4            | 126 886    |
| 03      | دائرة بودواو      | 5            | 135 416    |
| 04      | دائرة دلس         | 3            | 56 162     |
| 05      | دائرة الثنية      | 4            | 60 258     |
| 06      | دائرة يسر         | 4            | 88 117     |
| 07      | دائرة خميس الخشنة | 4            | 181 634    |
| 08      | دائرة الناصرية    | 2            | 30 116     |
| 09      | دائرة بغلية       | 3            | 42 834     |
| المجموع | ولاية بومرداس     | 32           | 802 083    |

### مواضيع ذات صلة
- وزارة الداخلية الجزائرية
- ولاية بومرداس
- بلديات ولاية بومرداس
- قائمة بلديات الجزائر
- دوائر الجزائر
- دوائر ولاية بجاية
- دوائر ولاية البويرة
- دوائر ولاية تيزي وزو
- بلديات ولاية الجزائر

### وصلات خارجية
- الموقع الرسمي لوزارة الداخلية الجزائرية